# 克洛維斯·費爾南德斯

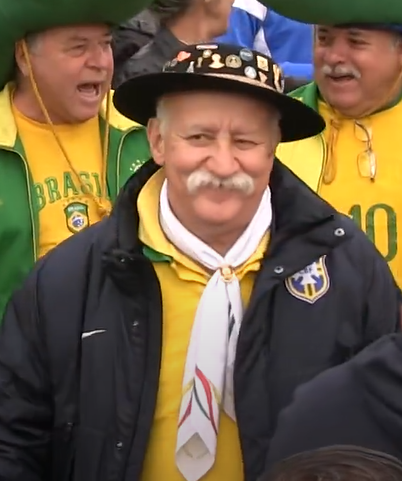
克洛維斯·費爾南德斯

克洛维斯·阿科斯塔·费尔南德斯（葡萄牙語：Clóvis Acosta Fernandes；1954年10月4日—2015年9月16日）是一位巴西国家足球队球迷。
克洛维斯·费尔南德斯生于巴熱，後來在阿雷格里港經商。自1990年國際足協世界盃起，他就随巴西國家足球隊現場觀賽，他一共在比賽現場观看了150多场巴西國家足球隊的比赛，而且去过30多个国家。他开玩笑地称自己为巴西“第12個球员”。他在觀賽時总是随身携带一个大力神杯的复制品。
20世纪90年代初，他创立了球迷团体“Gaúchos na Copa”。在2014年國際足協世界盃巴西對德國比賽上，巴西1-7不敵德國。  期間他抱着大力神杯的复制品哭泣。這一幕被媒體拍下來後，这张照片被众多国际媒体视为巴西队恥辱性輸球的象征。赛后，他一度将大力神杯的复制品送给了一位德国球迷，但人們發現在下一場巴西隊的比賽現場，克洛維斯·費爾南德斯又抱著大力神杯的复制品觀賽。 
2015年9月16日，费尔南德斯因癌症在阿雷格里港去世，享年60岁。  
2018年國際足協世界盃上，费尔南德斯的儿子们捧着大力神杯的复制品來到巴西隊的比賽現場觀賽。 